# Nguyễn Tài Lộc
Nguyễn Tài Lộc (sinh ngày 16 tháng 12 năm 1989), là một cầu thủ bóng đá chuyên nghiệp người Việt Nam hiện đang thi đấu ở vị trí tiền vệ tấn công cho câu lạc bộ Long An tại V.League 2.